# Базовый актив
Базовый актив — актив, на котором основывается производный финансовый инструмент, финансовый дериватив (фьючерс, опцион). Данный актив поставляется по договору (если подразумевается поставка), цена актива (или числовое значение показателя) является базой для расчёта при исполнении срочного договора.
В качестве базового актива по срочному договору могут выступать:
- ценные бумаги;
- товары;
- валюта;
- процентные ставки;
- уровень инфляции;
- официальная статистическая информация;
- физические, биологические и/или химические показатели состояния окружающей среды;
- обстоятельства, свидетельствующие о неисполнении или ненадлежащем исполнении одним или несколькими юридическими лицами, государствами или муниципальными образованиями своих обязанностей (дефолт);
- договоры, являющиеся производными финансовыми инструментами;
- обстоятельства, которые предусмотрены федеральными законами или нормативными правовыми актами федерального органа исполнительной власти по рынку ценных бумаг и относительно которых неизвестно, наступят они или не наступят;
- значения, рассчитываемые на основании одного или совокупности нескольких указанных выше показателей, цены или условия которого базируются на соответствующих параметрах другого финансового инструмента, который будет являться базовым.